# Wasiliny
Wasiliny (biał. Васіліны; ros. Василины) – wieś na Białorusi, w obwodzie witebskim, w rejonie postawskim, w sielsowiecie Kuropole.

## Historia
W czasach zaborów w gminie Postawy, w powiecie dzisieńskim, w guberni wileńskiej Imperium Rosyjskiego.
W dwudziestoleciu międzywojennym wieś leżała w Polsce, w województwie wileńskim, w powiecie duniłowickim, od 1926 w powiecie dziśnieńskim, w gminie Postawy.
Według Powszechnego Spisu Ludności z 1921 roku zamieszkiwało tu 529 osób, 40 było wyznania rzymskokatolickiego a 489 prawosławnego. Jednocześnie 62 mieszkańców zadeklarowało polską a 467 białoruską przynależność narodową. Było tu 108 budynków mieszkalnych. W 1931 w 123 domach zamieszkiwało 648 osób.
Wierni należeli do parafii rzymskokatolickiej w Wasiewiczach i prawosławnej w Andronach. Miejscowość podlegała pod Sąd Grodzki w Postawach i Okręgowy w Wilnie; właściwy urząd pocztowy mieścił się w Kozianach.
W 1938 roku miejscowość należała do gromady Wasiliny gminy Postawy.
Po agresji ZSRR na Polskę w 1939 roku wieś znalazła się w granicach BSRR. W latach 1941–1944 była pod okupacją niemiecką. Następnie leżała w BSRR. Od 1991 roku w Republice Białorusi. Do 2002 wieś w składzie sielsowietu Juńki.